# Porto Xavier
Porto Xavier is een gemeente in de Braziliaanse deelstaat Rio Grande do Sul. De gemeente telt 11.131 inwoners (schatting 2009).

## Geografie

### Hydrografie
De plaats ligt aan de rivier de Uruguay die de landsgrens vormt.

### Aangrenzende gemeenten
De gemeente grenst aan Porto Lucena, Roque Gonzales en São Paulo das Missões.

#### Landsgrens
En met als landsgrens aan de gemeente Itacaruaré en San Javier in het departement San Javier in de provincie Misiones met het buurland Argentinië.

## Verkeer en vervoer
De plaats ligt aan de wegen BR-392 en BR-472.